# Paul Banks

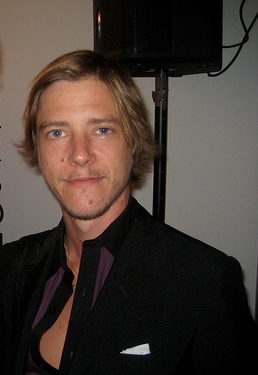
Paul Banks (2009)

Paul Banks (* 3. Mai 1978 in Clacton-on-Sea), auch als Julian Plenti bekannt, ist ein anglo-amerikanischer Rock-Musiker und Komponist. Er ist Leadsänger, Texter, Komponist und Gitarrist der amerikanischen Post-Punk-Band Interpol. Darüber hinaus realisiert er als Julian Plenti, Paul Banks, Hip-Hop-DJ Fancypants  sowie gemeinsam mit dem Rapper RZA als Banks & Steelz eigene musikalische Soloprojekte. Im Juni 2020 veröffentlichte er gemeinsam mit Josh Kaufman und Matt Barrick das erste Album der 2015 gegründeten Indie-Folk-Rock-Band Muzz.

## Leben und Karriere

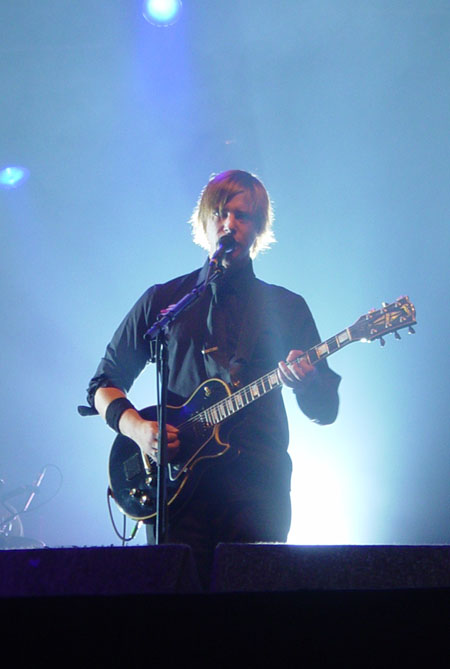
Paul Banks (2005)

Paul Banks wurde am 3. Mai 1978 in Clacton-on-Sea in der englischen Grafschaft Essex geboren. Im Jahr 1981 erfolgte der Umzug der Familie nach Bloomfield Hills in Michigan. Einige Jahre später zog die Familie erneut nach Europa. Paul Banks besuchte die Amerikanische Schule in Madrid und spricht seit dieser Zeit fließend Spanisch. Als Julian Plenti widmete er später diesem Lebensabschnitt den Madrid Song. Die Schule beendete er 1993 in Mexiko-Stadt. Hier begann er sich aktiv für Musik zu interessieren und kaufte seine erste Gitarre, eine Gibson Les Paul. Nach seinem High-School-Abschluss begann er an der New York University mit dem Anglistik-Studium und dem Studium der Vergleichenden Literaturwissenschaft. Während seines Studiums lernte er den Gitarristen Daniel Kessler kennen, der ihn 1997 zu Interpol holte. Nach seinem Hochschulabschluss arbeitete er als freier Journalist bei verschiedenen Magazinen, unter anderem dem Gotham Magazine und jobbte in einem Café. Daneben widmete er sich intensiv der Musik.
Inspiriert durch die Grunge-Musik von Nirvana begann er mit eigenen Kompositionen. Als musikalische Vorbilder gab Banks Jane’s Addiction und Frank Black von den Pixies an, von denen er in seinem späteren Soloprojekt Julian Plenti auch den Song Into the White coverte.
In einem Fernsehinterview auf seine musikalischen Vorbilder angesprochen, entgegnete Banks:

„I would never try to sing like Frank Black or Kurt Cobain because you just can't do it.“

Die von der Fachpresse häufig angemerkte Ähnlichkeit seiner melancholischen Bariton-Stimme mit der Gesangsart von Ian Curtis von Joy Division kann Banks nach eigenen Angaben selbst nicht nachvollziehen.
Im Gegensatz zu der Musik, die er selbst komponiert, interessiert sich Banks seit seiner Jugend für Hip-Hop und trat zeitweilig als DJ Fancypants auf. Auch in seinen musikalischen Soloprojekten widmet er sich mitunter diesem Musikstil.

### Interpol

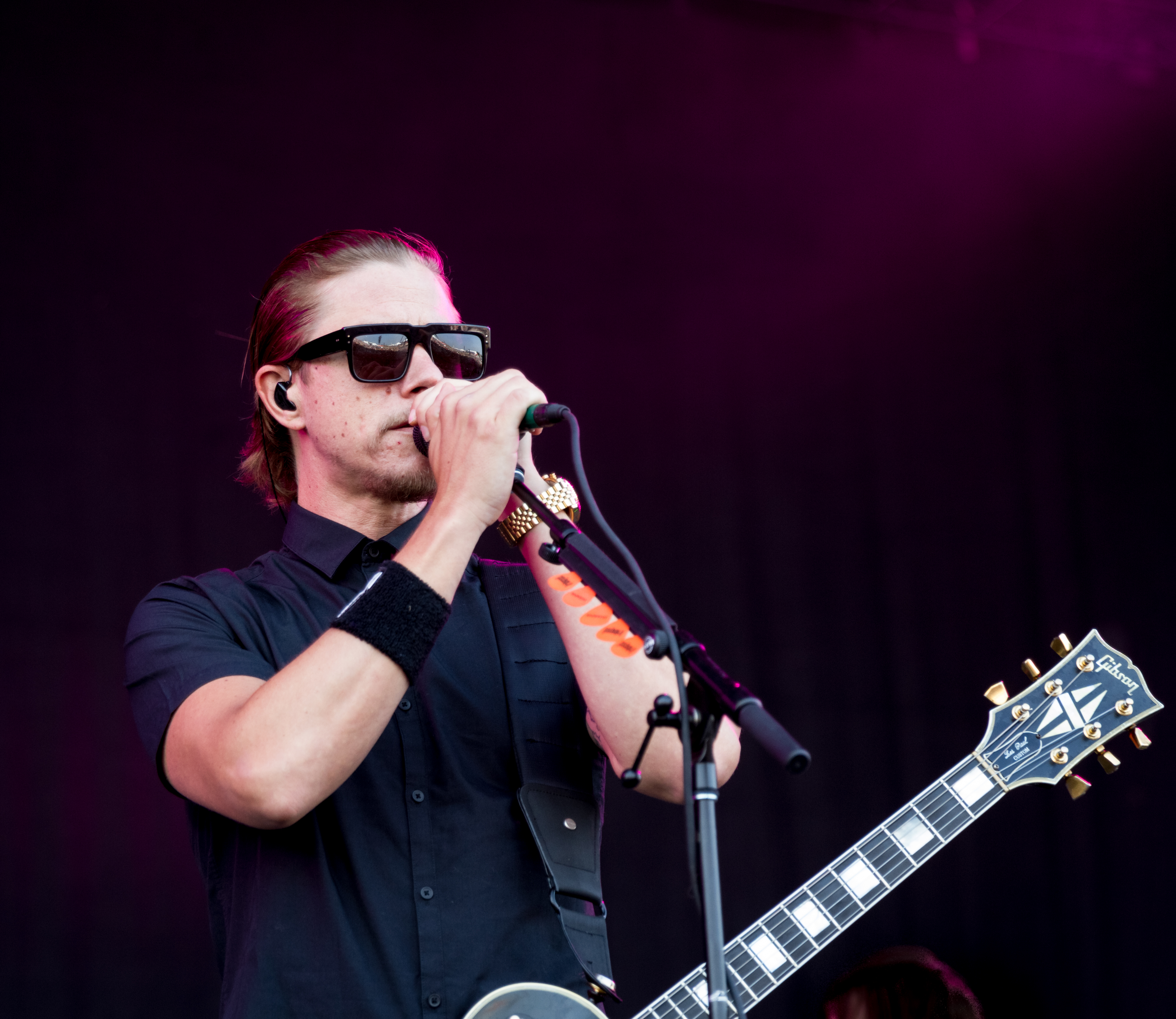
Paul Banks mit Interpol beim Rock am Ring 2015

Auf Anregung von Daniel Kessler, den Banks bei einem Studienaufenthalt in Paris kennengelernt hat, stieg er nach einiger Überlegung 1997/98 als Texter und Gitarrist in die New Yorker Band Interpol ein. Seine charakteristische Stimmlage prägte entscheidend den Sound der Band. Gemeinsam mit Interpol nahm Paul Banks fünf Studienalben auf. Neben den Texten arbeitete er auch häufig am Artwork und den Konzeptionen der Liveauftritte und prägte entscheidend mit einem eleganten Dresscode die auf Understatement beruhende Gesamterscheinung der Band.

### Soloprojekte
Seit 1996 begann Paul Banks unter dem Pseudonym Julian Plenti eigene Songs zu schreiben, die er sporadisch zwischen 1998 und 2003 in kleinen Bars und Clubs in Manhattan, wie der Tobacco Road, The Knitting Factory, The Living Room und Pete's Candy Store spielte. Sein erstes musikalisches Soloprojekt veröffentlichte Paul Banks unter dem Pseudonym Julian Plenti am 4. August 2009 mit dem Album Julian Plenti...is Skyscraper. Julian Plenti war Banks Pseudonym aus der Zeit, bevor er mit Interpol erfolgreich wurde. Das Soloalbum, erschien bei Matador Records, dem Label seiner Band Interpol. Es wurde in den Seaside Lounge und Tarquin Studios aufgenommen und abgemischt. Paul Banks produzierte das von ihm komponierte Album selbst und übernahm auch noch das Artwork der Platte. Musikalisch wurde der von Glenn White und Alex Weiss (Saxophon), Jessica Pavone (Viola und Violine), Yoed Nir (Cello), Dmitry Ishenko (Bass), Mike Stroud (Gitarre) sowie Charles Burst, Sam Fogarino und Striker Manley (Schlagzeug) unterstützt. Zum Song Games for Days erschien 2009 ein Video, in dem die Sängerin von Metric, Emily Haines in einer der Hauptrollen mitwirkt.

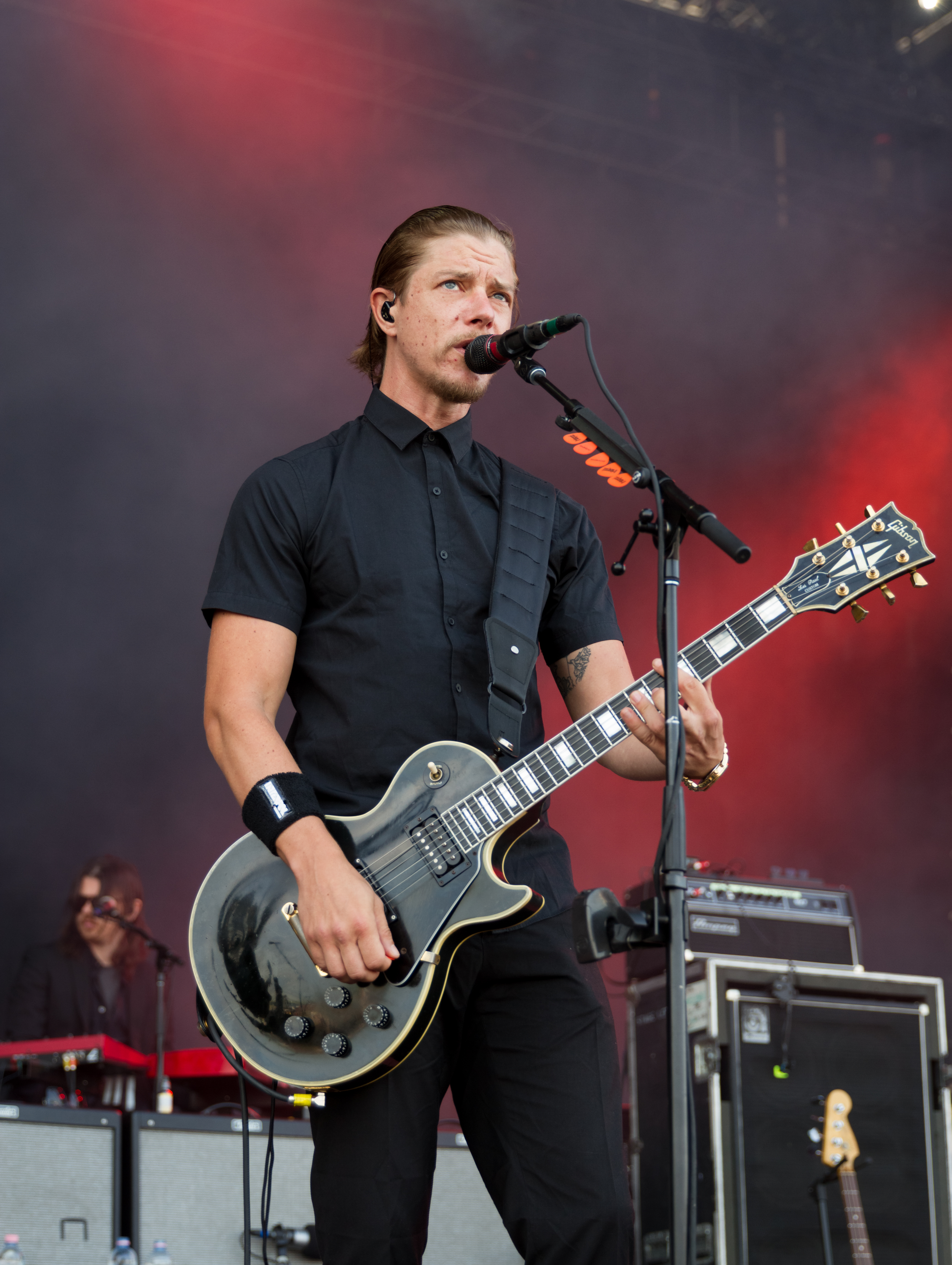
Paul Banks mit der Gibson Les Paul Custom beim Rock am Ring 2015

In der musikalischen Umbruchphase bei Interpol nach dem Weggang des langjährigen Bassisten Carlos Dengler veröffentlichte Banks im Juni 2012 die Solo-EP Julian Plenti Lives.... Neben eigenen Stücken griff er auf ältere Lieder zurück, die von Frank Sinatra, Harold Faltermeyer und dem verstorbenen Hip-Hopper J Dilla komponiert wurden und arrangierte sie neu. Auch diese EP erschien bei Matador Records. Sie wurde in den Electric-Lady- und Tarquin-Studios aufgenommen und bei Sterling Sound gemastert.
Kurz vor der Veröffentlichung der LP Banks am 23. Oktober 2012 gab Paul Banks bekannt, sein Pseudonym Julian Plenti aufzugeben.
Im Juni 2016 kündigten Banks und der Rapper RZA ein gemeinsames Album Anything But Words als „Banks and Steelz“ an. Auf dem Album hatten unter anderem Kool Keith, Ghostface Killah, Method Man, Masta Killa und Florence Welch Gastauftritte.
Muzz ist nach Julian Plenti, DJ Fancypants und Banks & Steelz das vierte Soloprojekt Paul Banks. Neben Banks gehören zu der Indie-Supergroup noch der Drummer Matt Barrick sowie der Gitarrist und Sänger Josh Kaufman, mit denen Banks schon bei verschiedenen Soloprojekten zusammengearbeitet hat. Die Band wurde 2015 gegründet und veröffentlichte im Juni 2020 ihr erstes, bei Matador Record erschienenes Soloalbum, dem im Dezember 2020 eine EP mit Coverversionen von Songs von Bob Dylan, Mazzy Star, Arthur Russel und Tracy Chapman folgte. Der Sound der Band ist stark von der traditionellen amerikanischen Folksong- und Folkrock-Musik beeinflusst.

## Equipment
Zu Beginn seiner Karriere, während der Einspielung der Interpol-Platten Turn on the Bright Lights und Antics spielte Paul Banks hauptsächlich Gitarren der Marke Gibson Les Paul Custom, die er auch später noch zum Einspielen einiger Songs, wie Mammoth von der Platte Our Love to Admire benutzte. Seit dieser Zeit spielte er bevorzugt Gitarren der Marken Fender Jaguar und Gibson Flying V. Für einzelne Songs, wie Not Even Jail und für sein Soloprojekt Julian Plenti verwendete er eine Gibson ES-135. Aktuell verwendet er – insbesondere auf Konzerttouren – hauptsächlich eine Fender Stratocaster oder die bewährte Gibson Les Paul Custom.
Des Weiteren benutzt er Gitarrenverstärker der Marken Fender, bevorzugt Fender Pro Reverb.

## Privatleben
Von 2008 bis 2018 war Paul Banks mit dem dänischen Fotomodell Helena Christensen liiert.  Davor war er bis 2007 lange mit der New Yorker Modefotografin Abbey Drucker befreundet, die sich auch künstlerisch am Artwork der Interpol-Platte Turn on the Bright Lights beteiligte. Als sein bevorzugtes Hobby gibt Banks neben der Musik Surfen und Schattenboxen an.

## Diskografie

### Interpol

#### Album
- Turn on the Bright Lights, Matador, 2002
- Antics, Matador, 2004
- Our Love to Admire, Capitol Records, 2007
- Interpol, Matador, 2010
- El Pintor, Matador, 2014
- Marauder, Matador, 2018

#### EP
- Fukd I.D. #3, Chemical Underground, 2000
- Precipitate, 2001
- Interpol, Matador, 2002
- The Black EP, Labels, 2003
- Radio EP,  Matador, 2004
- Live Session EP,  Matador, 2005
- Remix, Matador, 2005
- Interpol Live, Capitol Records, 2007
- Our Love to Admire (Remixed), Capitol Records, 2007
- Interpol Tour EP, 2011
- Try It On, Matador, 2011
- A Fine Mess, Matador, 2019

#### Singles
- Obstacle 1,  Matador, 2002
- PDA, Matador, 2002
- Say Hello to the Angels / NYC, Matador, 2003
- Slow Hands, Matador, 2004
- Interlude, Matador, 2004
- Evil, Matador, 2004
- Untitled, Matador, 2004
- C'Mere, Matador, 2005
- Mammoth, Capitol Records, 2007
- The Heinrich Maneuver, Capitol Records, 2007
- No I In Threesome, Capitol Records, 2007
- Lights, Matador, 2010
- Barricade, Matador, 2010
- Crimewaves, Matador, 2010
- Summer Well, Cooperative Music, 2010
- Try It On, Matador, 2011
- All The Rage Back Home, Soft Limit, 2014
- Ancient Ways, Soft Limit, 2014
- Everything Is Wrong, Matador, 2015
- The Rover, Matador, 2018
- Number 10, Matador, 2018
- Fine Mess, Matador, 2019
- The Weekend, 2019

### Solo- und Nebenprojekte

#### Julian Plenti
- Julian Plenti  Is... Skyscraper, LP, 2009, Matador
- Only If You Run, Single, 2009, Matador

#### Paul Banks
- Julian Plenti Lives..., EP, 2012, Matador
- Banks, LP, 2012, Matador
- The Base, Single, 2012, Matador
- Young Again, Single, 2013, Matador
- Everybody On My Dick Like They Supposed To Be, featuring El-P, High Prizm, Talib Kweli and Mike G, 2013, Musikprojekt[22]

#### Mitarbeit
- Works Every Time auf dem Album Cancer 4 Cure des Hip-Hop-Musikers El-P.

### Banks & Steelz
- Anything but Words, LP, Warner Bros. Records, 2016
- Giant, Single, Warner Bros. Records, 2016
- Wild Season, Single, Warner Bros. Records, 2017
- Who Needs the World, Single, Warner Bros. Records, 2017

### Muzz
- Muzz, LP 2020, Matador
- Covers, EP 2020, Matador